# Adolphe Le Dhuy
Adolphe Le Dhuy, o Ledhuy, (1803), è stato un compositore e teorico della musica francese del XIX secolo.
Nel 1833 scrisse un Traité de Musique e nel 1835, insieme al compositore e pianista Henri Bertini, curò la pubblicazione di una «Encyclopédie Pittoresque de la Musique». Si conoscono alcune sue composizioni per chitarra classica quali l'op. 18 Études faciles.

## Scritti
- «Encyclopédie pittoresque de la musique», a cura di Adolphe Le Dhuy e Henri Bertini, Parigi, H. Delloye, 1835
- Traité de musique, divisé en deux parties: théorie et solfège, 1833
- Maître Pierre, ou le Savant de village, «entretiens sur la musique», Parigi, Levrault 1834
- Principes de musique, écrits pour servir de grammaire à ceux qui veulent apprendre la musique, de résumé à ceux qui la savent et d'introduction à toutes les méthodes, Parigi
- Nouveau manuel simplifié de musique, ou Grammaire contenant les principes de cet art, Parigi, Roret 1839

## Composizioni
- Études faciles per chitarra, op. 18
- Air populaire Languedocien per voce e chitarra
- Chansonnette per voce e chitarra